# Widex
Widex er en dansk høreapparatproducent, der har hovedkvarter i Lynge i Nordsjælland. Gennem årene er der udviklet en række høreapparater heriblandt verdens første 100 % digitale i-øret-høreapparat i 1995. Widex høreapparater forhandles i næsten 100 lande.
Firmaet blev etableret i 1956 af familierne Tøpholm og Westermann. I dag er Widex en del af WS Audiology Group (en) (WSA) der blev til som følge af en fusion med Sivantos(tidligere Siemens) Singapore den 1. marts 2019. WS Audiology er i dag verdens 3. største producent af høreapparater. CEO for Widex Danmark A/S er Michelle Reyneke og CEO for WS Audiology er Jan Makela.

## Hovedkvarter
Widex’s hovedkvarter i Lynge har et vandanlæg, der fungerer på grundvand. Det giver en mere miljøvenlig nedkøling om sommeren og opvarmning om vinteren. Widex har også en vindmølle ved siden af bygningen.

## Ekstern henvisning
- Widex' hjemmeside

55°50′27.18″N 12°18′52.85″Ø / 55.8408833°N 12.3146806°Ø